# Amentotaxus poilanei
Amentotaxus poilanei — вид хвойних рослин родини тисових.

## Таксономічні нотатки
Синонім: Amentotaxus yunnanensis var. poilanei Ferré et Rouane 1978. Дуже схожий таксон, Amentotaxus hatuyenensis, був описаний у двох локаціях у В'єтнамі. Вони, здається, відрізняються тільки кольором жилкових смуг.

## Поширення, екологія
Зараз цей вид відомий тільки напевно із заповідника Нгок Лін в провінції Кон Тум, В'єтнам. Знайдений тільки у первинних гірських вічнозелених лісах на висотах від 1800 до 2300 м.

## Морфологія
Жилкові смуги на нижній поверхні листя білого або кремового-сірого кольору.

## Використання
Жодне застосування не було записане для цього виду, хоча деревина може бути використана для будівництва та столярних цілей.

## Загрози та охорона
Немає прямих загроз, хоча є загальна вирубка лісів у довколишніх районах. Розвиток інфраструктури, такі як шосе можуть являти собою непряму загрозу в найближчому майбутньому. Вид нині відомий лише з одного заповідника.